# Jogo eletrônico de simulação política
Um jogo eletrônico de simulação política é um jogo eletrônico que simula o governo e a política de uma nação virtual. Esses tipos de videogames podem incluir situações geopolíticas (envolvendo a formação e execução da política externa), a criação de políticas domésticas ou a simulação de campanhas políticas. Eles pertencem ao gênero de jogo de construção e gerenciamento. Eles diferem dos jogos de guerra clássicos por não apresentarem elementos militares ou de ação.

## História
Antes do advento dos computadores pessoais e de sua capacidade de processar grandes quantidades de dados estatísticos, os jogos baseados em geopolítica e eleições já existiam há anos. Um dos primeiros jogos desse tipo foi The Game of Politics, criado por Oswald Lord em 1935 e continuou a ser publicado até 1960. Em 1954, foi criado o jogo de tabuleiro Diplomacy, que se diferenciava dos demais jogos de tabuleiro por apresentar um " negociação" fase durante a qual os jogadores fazem acordos com outros jogadores e, em seguida, executam movimentos militares simultaneamente. A política nacional continua sendo uma área vital nos jogos de tabuleiro, com produtos como Die Macherde 1986, que inclui eleições na Alemanha, e Wreck the Nation, que satiriza a política dos Estados Unidos sob a administração Bush.
Depois de aproveitar anos como um jogo de correio, Diplomacy foi um dos primeiros jogos a tirar proveito do e-mail e continua a ser um jogo de correio popular até hoje.